# Spider T
Le Spider T est ancien cargo à voile, de type Humber super Sloop qui sert maintenant, à titre privé, pour la croisière en mer.

Il est classé bateau historique depuis 1996 par le National Historic Ships UK  et au registre du National Historic Fleet.

## Histoire
Spider T a érté construit sur le chantier Warrens Shipyard de New Holland en 1926 pour le capitaine Tomlinson de Thorne. C'était un petit caboteur gréé en sloop et motorisé en 1939 avec un moteur Lister de 21 cv. Il a été réquisitionné durant la Seconde Guerre mondiale puis a continué de naviguer à titre commercial jusqu'en 1970. Il a été racheté puis il a fini abandonné avant de couler. Renfloué, il a été quelque peu remis en état avant d'être de nouveau abandonné.
En 1998, il a été racheté par son propriétaire actuel. En 2007, il a été restauré et regréé avec des voiles traditionnelles et une nouvelle motorisation. Il navigue de nouveau avec sa ligne d'origine.